# Leonardo (revista)
Leonardo es  una revista académica publicada por el MIT especializada en la aplicación de la tecnología y ciencia contemporáneas a las artes y la música.
Leonardo  se creó el año 1968 por el artista y científico Frank Malina en París, Francia. Leonardo publica artículos por artistas que trabajan con arte ciencia- y tecnología- de los medios de comunicación desde hace más de  50 años. Se trasladaron al área de  San Francisco por Frank  hijo de Roger Malina, un astrónomo y científico espacial, quién tomó la dirección de la revista al fallecimiento del fundador   en 1981. En 1982, la Sociedad Internacional para las Ciencias de Artes y Tecnología (Leonardo/ISAST) estuvo fundada con el fin de ir  más allá de los objetivos de Leonardo por proporcionar vías de comunicación para los artistas que trabajan en medios de comunicación contemporáneos. La editorial también publica Revista de Música del Leonardo, el Leonardo Almanaque Electrónico, Leonardo Revisiones, y la Serie de Libro del Leonardo. Todas las  publicaciones están producidas en colaboración con el MIT Prensa.
Otras actividades de la organización incluyen un programa de premios y participación en simposios y conferencias anuales como el  Space and the Arts Workshop and the annual College Art Association conference. Leonardo tiene una organización hermanada en Francia, la Asociación Leonardo, que publica el Observatoire Leonardo sitio web. Mientras incentiva la presentación innovadora de tecnología-based artes,  también funciona como un sitio de reunión internacional para artistas, educadores, alumnado, científicos y otros interesados en el uso de nuevos medios de comunicación  en expresión artística contemporánea.
Los objetivos de la organización incluyen la documentación de tecnologías personales e innovadoras desarrollados por artistas, similares a la manera en qué los hallazgos de científicos están documentados en publicaciones especializadas.
La artista pionera e investigadora en el arte electrónico Sonia Sheridan, formó parte del consejo editorial durante varias décadas. En dicha revista publicó sendos artículos ilustrados sobre su línea de investigación y enseñanza en el The School of the Art Institue of Chicago "Generative Systems: Art, Science and Technology",Sistemas Generativos,  en los años 70 y 80.